# Зольднер, Герман Иванович
Герман Иванович Зольднер (31 октября (12 ноября) 1872, Киев, Российская империя — 28 января 1938, Харбин, провинция Биньцзян, Маньчжоу-го) — генерал-майор Белой армии (1919?), инспектор артиллерии.

## Биография
Герман Иванович Зольднер родился 31 октября (12 ноября) 1872 года в Киеве. Из дворян.
В 1889 году окончил Киевское реальное училище, в 1891 году — Алексеевское военное училище, а позже — Офицерскую артиллерийскую школу.
В чине полковника участвовал в Первой мировой войне. Был командиром 115-й артиллерийской бригады. Высочайшим приказом от 4 марта 1917 года за храбрость был награждён Георгиевским оружием.
В 1918 году поступил на службу в гетманскую армию. 7 сентября 1918 года назначен командиром 5-й легкой артиллерийской бригады.
В октябре 1919 года — инспектор артиллерии Омской группы войск армии Колчака. Участник Сибирского ледяного похода. Приказом войск Дальневосточной армии от 27 мая 1920 года награждён знаком отличия военного ордена «За Великий Сибирский поход». Инспектор артиллерии Дальневосточной армии и член военного совета.
После поражения Колчака эмигрировал. Проживал в Харбине, где служил в частной фирме. Был помощником начальника местного отдела Русского общевоинского союза (РОВС) и председателем объединения Алексеевского военного училища. Одно время исполнял обязанности секретаря редакции «Русского слова». Похоронен в Харбине на Новом кладбище.